# Dangqu
Le Dangqu (chinois: 当曲, p Dāngqū) oo Dam Chu (tibétain: འདམ་ཆུ, w 'Dam Chu, lit. "Rivière marécageuse") est un cours d'eau qui s'écoule sur le plateau tibétain dans la province chinoise de Qinghai. C'est un des trois cours d'eau qui donne naissance au grand fleuve chinois Yangzi Jiang.

## Description
Le Dangqu prend sa source dans les Monts Tanggula au pied du mont Xiasheriaba (montagne jaune en tibétain) qui culmine à une altitude de 5395 mètres. Le massif montagneux est situé dans la partie centrale du plateau tibétain. Le Dangqu circule sur un plateau désertique et relativement plat caractérisé par l'absence de végétation. Du fait du froid qui règne en permanence dans cette région située à haute altitude, le sous-sol est gelé (pergélisol) et la rivière n'a pu creuser son lit. Le Dangqu  reçoit de nombreux petits affluents déversoirs de zones marécageuses et le chenal principal n'est pas très marqué. Il rejoint le Tuotuo pour former la rivière Tongtian après avoir parcouru 360 km. Son bassin versant a une superficie de 30 786 km2. . 

## Source géographique du Yangzi
L'identification de la source du Yangzi Jiang n'a fait l'objet de recherches précises que récemment car la région est inhabitée et hostile et il existe près d'une dizaine de cours d'eau qui pouvaient potentiellement constituer cette source. Ce n'est qu'à partir de 1970 que des expéditions scientifiques chinoises ont été menées dans cette région dans le but d'identifier la véritable source. Les trois principaux cours d'eau contribuant à la formation du Yangzi Jiang dans cette partie du plateau tibétain sont le Chumar, le Tuotuo et le Dangqu. La rivière Chumar a été exclue en tant que source car son débit est le plus faible et elle s'assèche souvent en hiver. Le Dangqu a un débit cinq à six fois plus important que le Tuotuo et son bassin versant a une superficie plus importante. Mais la commission officielle chinoise a retenu le Tuotuo comme la source officielle du Yangzi Jiang pour les raisons suivantes : son origine est mieux établie, la distance à vol d'oiseau de l'estuaire est nettement plus importante et  sa longueur est plus importante d'une vingtaine de kilomètres (des mesures effectuées par la suite ont prouvé que le Dangqu était plus long de 12 km). D'un point de vue hydrologique son cours, plus long que celui du Tuotuo, en fait la véritable source du Jangzi.  